# Caldera del Atuel
Die Caldera del Atuel ist ein Vulkan in Argentinien und liegt unmittelbar östlich der chilenischen Grenze. In der 30 × 45 Kilometer messenden Caldera liegt das Quellgebiet des Flusses Rio del Atuel. Auf dem weitläufigen Boden der Caldera liegen 15 dazitische Lavadome und 25 basaltisch-andesitische Schlackenkegel. Die Lavaströme bedecken eine Fläche von 200 Quadratkilometern. Es sind keine gesicherten Berichte oder Daten über frühere Ausbrüche vorhanden. 

## Weblink
- Caldera del Atuel im Global Volcanism Program der Smithsonian Institution (englisch)